# تل‌سنگ سه-کشور
تل‌سنگ سه-کشور یا سنگ بنیاد سه-کشور (فنلاندی: Kolmen valtakunnan rajapyykki, سامی شمالی: Golmma riikka urna, نروژی: Treriksrøysa, سوئدی: Treriksröset) نقطه‌ای است که در آن مرزهای بین‌المللی سوئد، نروژ و فنلاند به هم می‌رسند و نام بنای تاریخی است که این نقطه را مشخص می‌کند.
این نمونه‌ای از یک ویژگی جغرافیایی است که به عنوان نقطه مرزی سه‌گانه شناخته می‌شود. تل‌سنگ سه-کشور شمالی‌ترین نقطه سه‌گانه بین‌المللی در جهان است.

## پیشینه
مرز بین نروژ و سوئد، از جمله فنلاند، در معاهده سال ۱۷۵۱ ایجاد شد و در سال‌های بعد توسط تل سنگ‌ها مشخص شد، از جمله تل سنگ ۲۹۴ که بر روی تپه‌ای در ۱۵۰ متری شرق تل‌سنگ کنونی قرار دارد. هنگامی که سوئد فنلاند را در سال ۱۸۰۹ به روسیه واگذار کرد، تصمیم گرفته شد که مرز جدید فنلاند و سوئد باید از مرز آبی رودخانه‌ها پیروی کند. اما در واقع دو رودخانه از مرز نروژ می‌گذشت. ابتدا از رودخانه شمالی استفاده می‌شود و سپس تل‌سنگ سه-کشور در محل فعلی قرار می‌گیرد.

## دسترسی
می‌توان با پیاده‌روی ۱۱ کیلومتری (۶٫۸ مایلی) از کیلْپی‌سی‌یَرْوی در فنلاند در امتداد مسیر پیاده‌روی در منطقه حفاظت شده طبیعی مالا به آن رسید. در تابستان، با قایق عمومی از کیلْپی‌سی‌یَرْوی به اضافه ۳ کیلومتر (۱٫۹ مایل) پیاده‌روی می‌توان به تل‌سنگ رسید.
از نروژ نیز می‌توان به تل سنگ رسید، ترجیحاً از مسیر پیاده‌روی که از جاده ای-۸ نزدیک مرز شروع می‌شود. دسترسی از داخل سوئد بسیار دشوارتر است و به حداقل ۷۰ کیلومتر پیاده‌روی در هر طرف رودخانه نیاز دارد.

## اقلیم
| داده‌های اقلیم برای تل‌سنگ سه-کشور | داده‌های اقلیم برای تل‌سنگ سه-کشور | داده‌های اقلیم برای تل‌سنگ سه-کشور | داده‌های اقلیم برای تل‌سنگ سه-کشور | داده‌های اقلیم برای تل‌سنگ سه-کشور | داده‌های اقلیم برای تل‌سنگ سه-کشور | داده‌های اقلیم برای تل‌سنگ سه-کشور | داده‌های اقلیم برای تل‌سنگ سه-کشور | داده‌های اقلیم برای تل‌سنگ سه-کشور | داده‌های اقلیم برای تل‌سنگ سه-کشور | داده‌های اقلیم برای تل‌سنگ سه-کشور | داده‌های اقلیم برای تل‌سنگ سه-کشور | داده‌های اقلیم برای تل‌سنگ سه-کشور | داده‌های اقلیم برای تل‌سنگ سه-کشور |
| ماه                              | ژانویه                           | فوریه                            | مارس                             | آوریل                            | مه                               | ژوئن                             | ژوئیه                            | اوت                              | سپتامبر                          | اکتبر                            | نوامبر                           | دسامبر                           | سال                              |
| -------------------------------- | -------------------------------- | -------------------------------- | -------------------------------- | -------------------------------- | -------------------------------- | -------------------------------- | -------------------------------- | -------------------------------- | -------------------------------- | -------------------------------- | -------------------------------- | -------------------------------- | -------------------------------- |
| میانگین بیش‌ترین °C (°F)          | −۹ (۱۶)                          | −۹ (۱۶)                          | −۴ (۲۵)                          | −۲ (۲۸)                          | ۴ (۳۹)                           | ۱۰ (۵۰)                          | ۱۲ (۵۴)                          | ۱۲ (۵۴)                          | ۶ (۴۳)                           | −۱ (۳۰)                          | −۴ (۲۵)                          | −۷ (۱۹)                          | ۰٫۷ (۳۳)                         |
| میانگین کم‌ترین °C (°F)           | −۲۰ (−۴)                         | −۲۰ (−۴)                         | −۱۶ (۳)                          | −۷ (۱۹)                          | −۲ (۲۸)                          | ۴ (۳۹)                           | ۷ (۴۵)                           | ۴ (۳۹)                           | ۰ (۳۲)                           | −۵ (۲۳)                          | −۱۲ (۱۰)                         | −۱۸ (۰)                          | −۷٫۱ (۱۹)                        |
| [ نیازمند منبع ]                 |                                  |                                  |                                  |                                  |                                  |                                  |                                  |                                  |                                  |                                  |                                  |                                  |                                  |